# ناصرآباد (بردسیر)
ناصرآباد (بردسیر)، روستایی از توابع بخش مرکزی شهرستان بردسیر در استان کرمان ایران است.

## جمعیت
این روستا در دهستان مشیز قرار دارد و براساس سرشماری مرکز آمار ایران در سال ۱۳۸۵، جمعیت آن ۵۳ نفر (۱۴خانوار) بوده‌است.